# Georgie Henley
Pour les articles homonymes, voir Henley.
Georgie Henley, née le 9 juillet 1995 à Ilkley, dans le Yorkshire, est une actrice britannique.

## Biographie
Georgina Helen Henley est née le 9 juillet 1995 à Ilkley (dans le Yorkshire de l'Ouest, au nord de l'Angleterre), fille de Helen et Mike Henley.
Elle a deux sœurs aînées : Rachael (née en mars 1988) et Laura Henley (née en septembre 1991) — Rachael joue Lucy adulte dans Le Lion, la Sorcière et l'Armoire magique.
Membre de la troupe locale Upstagers, elle est découverte par la directrice de casting Pippa Hall lors d'un casting organisé à l'échelle nationale en juin 2003. Elle obtient le rôle de Lucy Pevensie dans l'adaptation cinématographique des romans Le Monde de Narnia de C. S. Lewis, parmi plus de 2 000 candidates.

## Filmographie

### Cinéma

#### Longs métrages
- 2005 : Le Monde de Narnia : Le Lion, la Sorcière blanche et l'Armoire magique (The Chronicles of Narnia : The Lion, the Witch and the Wardrobe) d'Andrew Adamson : Lucy Pevensie
- 2008 : Le Monde de Narnia : Le Prince Caspian (The Chronicles of Narnia : Prince Caspian) d'Andrew Adamson : Lucy Pevensie
- 2010 : Le Monde de Narnia : L'Odyssée du Passeur d'Aurore (The Chronicles of Narnia : The Voyage of the Dawn Treader) de Michael Apted : Lucy Pevensie
- 2014 : Perfect Sisters de Stanley M. Brooks : Beth Anderson
- 2014 : The Sisterhood of Night de Caryn Waechter (en) : Mary Warren
- 2017 : Access All Areas de Bryn Higgins : Natalie
- 2018 : Gays de Virginia Lawsen : Staysie Nolan

### Télévision

#### Séries télévisées
- 2006 : Jane Eyre : Jane Eyre jeune
- 2019 - 2020 : The Spanish Princess : Marguerite Tudor
- 2023 - 2024 : La Diplomate (The Diplomat) : Pensy

#### Téléfilm
- 2023 : Partygate de Joseph Bullman : Grâce Greenwood

### Réalisatrice et scénariste
- 2016 : Tide (court métrage)

## Récompenses
- 2005 : Phoenix Film Critics Society Awards : Meilleure performance jeune rôle pour Le Monde de Narnia : Le Lion, la Sorcière blanche et l'Armoire magique
- 2006 : Young Artist Award : Meilleure performance dans un long métrage pour Le Monde de Narnia : Le Lion, la Sorcière blanche et l'Armoire magique
- 2008 : Kids Choice Awards de la meilleure actrice pour Le Monde de Narnia : Le Prince Caspian
- 2011 : Gagnante au National Youth Arts Award : Meilleure performance dans un long métrage pour Le Monde de Narnia : L'Odyssée du Passeur d'Aurore

## Nominations
- 2006 : Critic's Choice Award de la meilleure jeune actrice pour Le Monde de Narnia : Le Lion, la Sorcière blanche et l'Armoire magique
- 2006 : Empire Award du meilleur espoir
- 2006 : Saturn Award de la meilleure jeune actrice dans un film de science fiction, horreur ou fantastique pour Le Monde de Narnia : Le Lion, la Sorcière blanche et l'Armoire magique
- 2006 : CFCA Awards de l'actrice la plus prometteuse
- 2009 : Young Artist Award : Meilleure performance dans un long métrage pour Le Monde de Narnia : Le Prince Caspian
- 2009 : Young Artist Award : Meilleure performance dans un film pour Le Monde de Narnia : Le Prince Caspian, partagé avec William Moseley, Anna Popplewell et Skandar Keynes
- 2011 : Young Artist Award : Meilleure performance dans un long métrage pour Le Monde de Narnia : L'Odyssée du Passeur d'Aurore